# 古巴—朝鮮關係
古巴共和國－朝鮮民主主義人民共和國關係（朝鲜语：／）简称朝古关系（朝鲜语：／）或古朝关系，是指古巴共和國與朝鮮民主主義人民共和國兩國的雙邊關係，兩國在1960年8月29日建交，並且在對方的首都平壤以及哈瓦那設有大使館。在2009年7月巴西在平壤设立大使馆之前，古巴是唯一在朝鲜设有大使馆的西半球国家。

## 歷史
在1948年朝鮮民主主義人民共和國成立到古巴革命之前，古巴于1949年7月12日承认大韩民国并建交，在1959年1月古巴革命胜利之后，古巴立即与韩国断交并撤销了对韩国的承认，在两国断交前，古巴是第一个与韩国建交的拉美国家。
古巴是朝鮮民主主義人民共和國政府最始終如一的盟友之一，北韓媒體把古巴人描繪成共同擁有社會主義理想的同志。在冷戰時期，兩國亦因為共同持有激進的反美立場而結下了不解之緣。
1960年，時任古巴政府部長切·格瓦拉訪問北韓，並宣稱北韓是古巴應當遵循的一個典範。1968年，勞爾·卡斯特羅表示他們的觀點「完全相同」。1986年，古巴共產黨中央委員會第一書記菲德爾·卡斯特羅訪問北韓 。古巴亦是為數不多的通過抵制1988年漢城奧運會以聲援北韓的國家之一。
2013年，一艘名為「清川江號」的北韓貨船在巴拿馬運河航行時被搜查，搜查中發現從古巴運來的武器，據報導，當巴拿馬軍隊靠近該艘船時，船員反應強烈，船長後來更企圖自殺。古巴表示，那些「陳舊的武器」是運去給北韓修理的。那批武器都是蘇聯在1950年代中期製造的，當中包括2枚防空導彈電池，一些散件的防空導彈，兩架米格-21戰鬥機和15部發動機等。朝鮮民主主義人民共和國政府後來付了666,666美元的罰款取回那艘貨船。
2016年1月，朝鮮與古巴建立易貨貿易體系。同年，朝鮮勞動黨和古巴共產黨舉行會議，雙方討論加強聯繫的事宜 。同年，菲德爾·卡斯特羅去世後，朝鲜政府宣佈為期三天的哀悼期，並派出官方代表團前往參加他的葬禮。朝鮮勞動黨委員長金正恩訪問平壤古巴大使館以示敬意。2018年11月，新当选的古巴国务委员会主席米格尔·迪亚斯-卡内尔到访朝鲜。
2021年，古巴爆发了反政府示威，朝鮮民主主義人民共和國外務省表示古巴发生的反政府抗议活动“是外部势力暗中操纵，加之其持续反古巴封锁图谋抹杀社会主义和革命的结果”，并表示了对古巴政府的支持。
儘管與北韓維持友好關係，古巴仍於2024年2月14日与大韓民國建立了正式外交关系。據脫北前北韓駐古巴大使館參贊李日奎表示，北韓曾多次試圖阻撓古巴與韓國恢復關係的進程。